# Johan Georg Ræder
 Der er flere personer med dette navn, se Johan Georg Ræder (øjenlæge).
Johan Georg Ræder (2. august 1751 i Meldal – 13. november 1808) var en dansk-norsk officer, far til Ditlev, Jacob, Johan Christopher og Philip Ræder.

## Uddannelse
Forældrene var kaptajn ved 2. Trondhjemske Regiment Johan Christopher Ræder og dennes 2. hustru, Cathrine født Rüber. Ræder fik sin militære opdragelse i København, hvor han ved Kongens Regiment gennemgik de første militære grader, idet han begyndte som underofficer «paa Avantage»; 1769 blev han sekondløjtnant og 1782 premierløjtnant ved dette regiment, som han først forlod, da han 1787 blev kaptajn og chef for Romsdalske Kompagni af 2. Trondhjemske Regiment. Siden genså Ræder kun Danmark under kortere besøg og tjenesterejser (således i 1804, da han i København lærte «den nye Exercitie»), i det han til sin død blev stående ved samme regiment.

## Krigen med svenskerne 1788
Under den kortvarige krig med Sverige 1788 fulgte Ræder sit regiment til Kongsvinger, men nogen kamp kom det dog – som bekendt – ikke til her denne gang. Som chef for Romsdalske Kompagni boede Ræder på sin ejendomsgård Næs, nær Veblungsnæs. Her forblev han også boende, efter at han i 1804 (under sit ovennævnte københavnsophold) var udnævnt til major og chef for regimentets 2. bataljon; men da han i 1806 blev forflyttet til chef for 3. bataljon, tog han bopæl i Ørkedalsøren. Ved fredsbruddet med England i august 1807 måtte han som chef for regimentets grenaderbataljon rykke i garnison i Trondhjems by. Fraset et få dages besøg i hjemmet ved nytår 1808 blev dette en afsked for altid, idet hans bataljon, da krigen med Sverige også brød ud, i den første halvdel af marts måned afmarcherede til det søndenfjeldske.

## Krigen med svenskerne 1808-09
Efter en særdeles vel udført 14 dages march fra Trondhjem til Elverum i klingrende frost på dårlig vej og med oftest slette kvarterer rykkede bataljonen straks på forpost. Katastrofen ved Trangen 25. april afsluttede denne felttogsepisode med den fuldstændige tilintetgørelse og tilfangetagelse af den her fremtrængende svenske styrke, en bataljon af Dalregimentet under oberst Carl Pontus Gahn. Æren for dette udfald tilkommer i fremtrædende grad Ræder, både fordi han var den, der kraftigst tilrådede kampen, og fordi han som den ældste tilstedeværende officer havde den nærmeste ledelse af Hovedangrebet og herunder optrådte uklanderlig og uforfærdet. Mindre heldigt, men lige uforfærdet ledede Ræder angrebet ved Mobæk, nær Kongsvinger, 18. maj samme år. Flere uheldige omstændigheder – særlig foranledigede ved, at der ikke havde været Adgang til forudgående tilstrækkelige rekognosceringer – bevirkede, at Thrøndernes gjentagne angreb her blev afslåede med ikke ubetydelige Tab. Ud på høsten, da vejret blev koldt og råt, og fjenden samtidig hyppigere foruroligede forposterne, blev tjenesten besværlig og helsenedbrydende. Ræder, der nu var udnævnt til oberstløjtnant, blev heftig syg. Sygdommen udviklede sig til nervefeber, hvoraf han døde 13. oktober 1808, efterladende enke – Catharina Margaretha født Lind (1759 i København - 1820) – og ni børn.
Ræder var en sund og kraftig krigernatur, frejdig og vennesæl, varm kristen og sjælden familiefader. Den norske hær led ikke ved nogen enkelt persons frafald større tab i denne krig end ved Ræders død.